# آموس بي. كاتلن
آموس بي. كاتلن هو محامي وقاضي وسياسي أمريكي، ولد في 25 يناير 1823 في Red Hook, New York ‏ في الولايات المتحدة، وتوفي في 5 نوفمبر 1900 في ساكرامنتو في الولايات المتحدة. انتخب عضو مجلس ولاية كاليفورنيا ‏ وانتخب عضو جمعية ولاية كاليفورنيا ‏.